# Brella
Brella (o Brelle desueto, in croato: Brela), è un comune della Regione spalatino-dalmata in Croazia. Al 2001 possedeva una popolazione di 1.771 abitanti. È diventato un comune autonomo nel 1993, separandosi dal comune di Macarsca.

## Località
Il comune di Brella è suddiviso in due frazioni (naselja) di seguito elencate. Tra parentesi il nome in lingua italiana.
- Donja Brela (Brella Inferiore[6] o Brelle Inferiore[7])
- Gornja Brela (Brella Superiore[1] o Brelle Superiore[7])

Brella Inferiore viene menzionata per la prima volta nel X secolo da Costantino Porfirogenito nell'opera De administrando imperio, col nome greco di Beroyllia (in latino Berullia).